# Нове (Вінницький район)
Нове́ — село в Україні, у Турбівській селищній громаді Вінницького району Вінницької області. Населення становить 8 осіб.

## Населення

### Мова
Розподіл населення за рідною мовою за даними перепису 2001 року:
| Мова       | Кількість | Відсоток |
| ---------- | --------- | -------- |
| українська | 8         | 100%     |

## Галерея

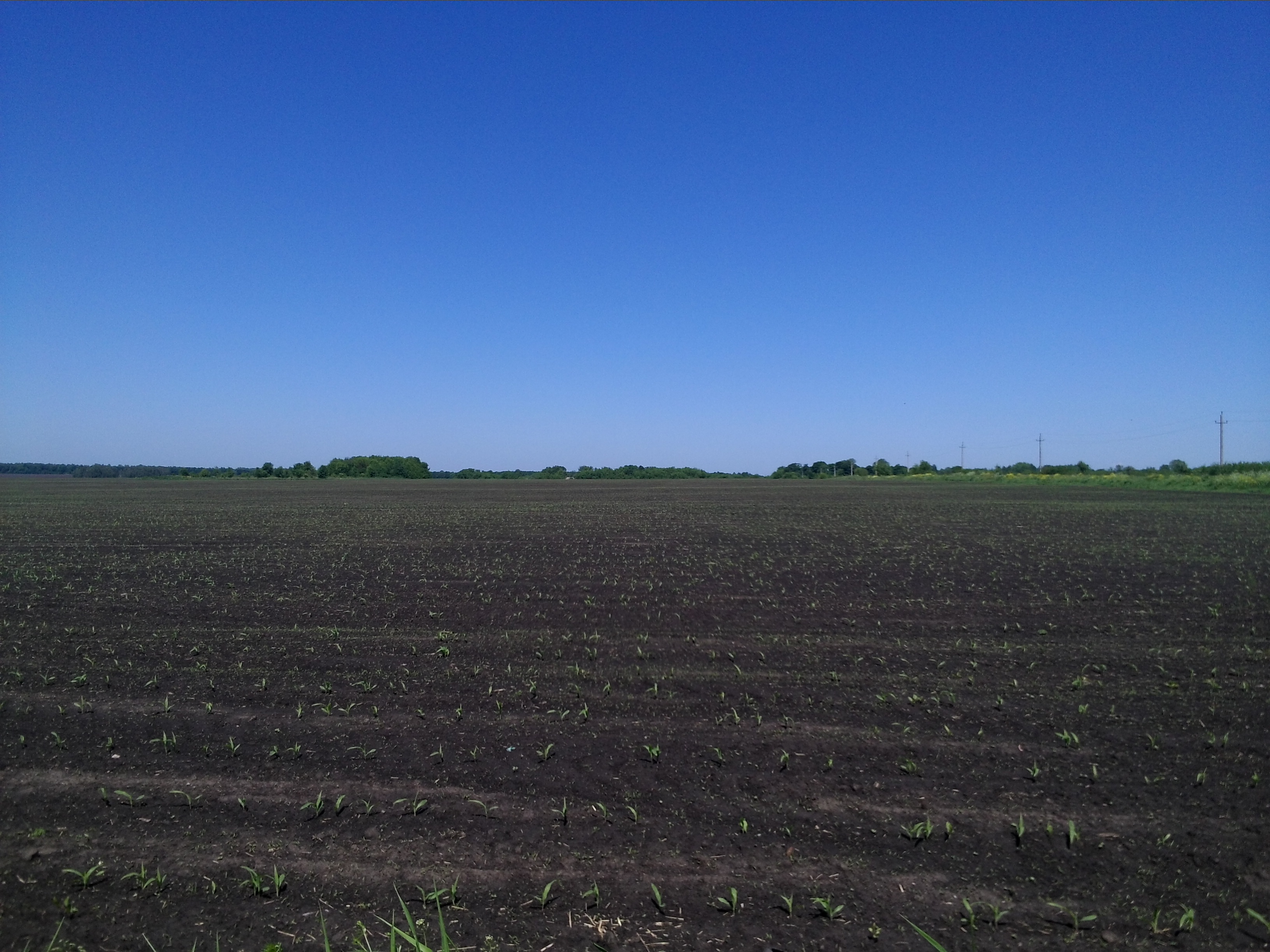
Вид на село з поля